# Împărăteasă a Japoniei
Împărăteasa Japoniei este o femeie ce deține funcția de conducător imperial (女性 天皇 josei tennō). Termenul poate însemna și o împărăteasă consort (皇后 kōgō). Actuala împărăteasă consort este Masako.

## Împărătese
Această secțiune se referă la femeile ce dețineau funcția de conducător imperial. Au existat opt asemenea femei (șase „împărați-femei”, inclusiv doi care au domnit de două ori) în istoria timpurie a Japoniei (între 593 și 770) și încă două în perioada modernă timpurie (perioada Edo). 
Deși au existat opt împărătese aflate la conducere, succesorii lor au fost cel mai adesea selectați dintre bărbații ce aparțineau liniei genealogice paterne imperiale, motiv pentru care unii cercetători conservatori susțin că domnia femeilor era temporară și că tradiția succesorală a bărbaților trebuie menținută. După multe secole, domnia femeilor a devenit oficial interzisă, atunci când Noua Lege Imperială a fost emisă în 1889 alături de noua Constituție Meiji.
Aceste împărătese au fost:
- Împărăteasa Jingū (神功天皇), domnie: 206–269 — legendară
- Împărăteasa Suiko (推古天皇) (554–628), domnie: 593–628
- Împărăteasa Kōgyoku (皇極天皇) (594–661), domnie: 642–645 inițial Împărăteasă Consort a Împăratului Jomei
- Împărăteasa Saimei (斉明天皇) (594–661), domnie: 655–661 (aceeași persoană ca și Kōgyoku)
- Împărăteasa Jitō (持統天皇) (645–702), domnie: 686–697
- Împărăteasa Genmei (元明天皇) (661–721), domnie: 707–715
- Împărăteasa Genshō (元正天皇) (680–748), domnie: 715–724
- Împărăteasa Kōken (孝謙天皇) (718–770), domnie: 749–758
- Împărăteasa Shōtoku (称徳天皇) (718–770), domnie: 764–770 (aceeași persoană ca și Kōken)
- Împărăteasa Meishō (明正天皇) (1624–1696), domnie: 1629–1643
- Împărăteasa Go-Sakuramachi (後桜町天皇) sau Împăratul Sakuramachi al II-lea (1740–1813), domnie: 1762–1771

## Împărătese consort

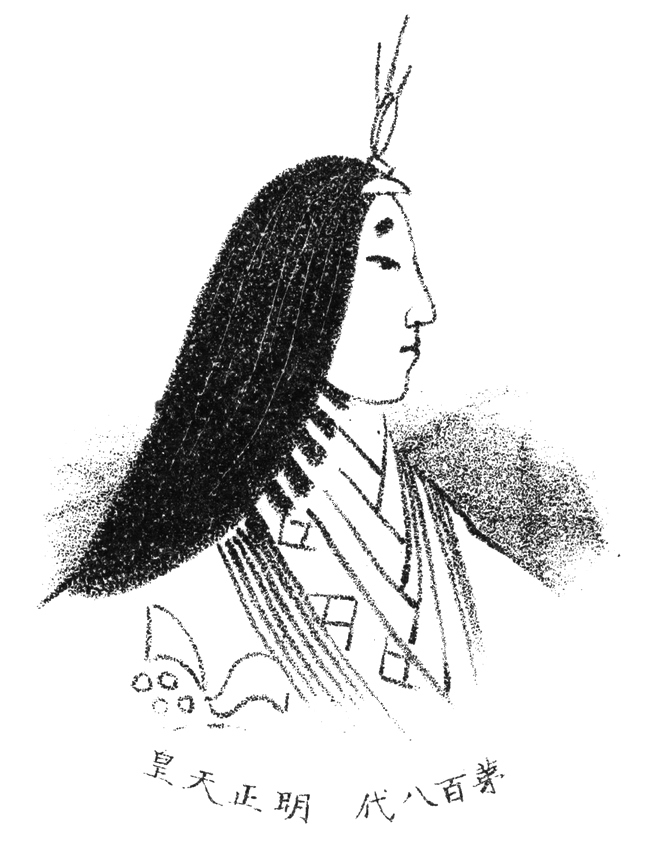
Împărăteasa Meishō

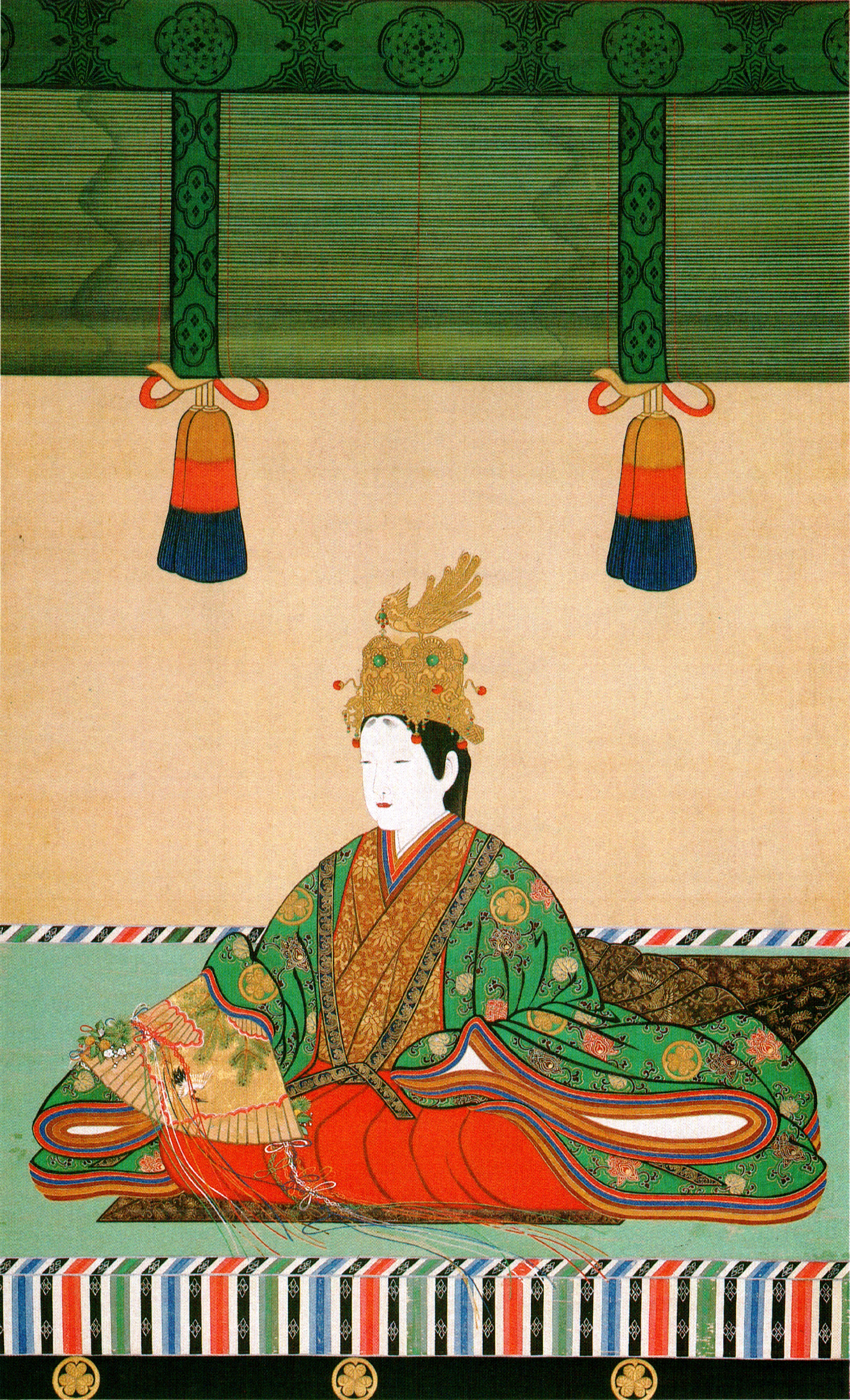
Împărăteasa Masako

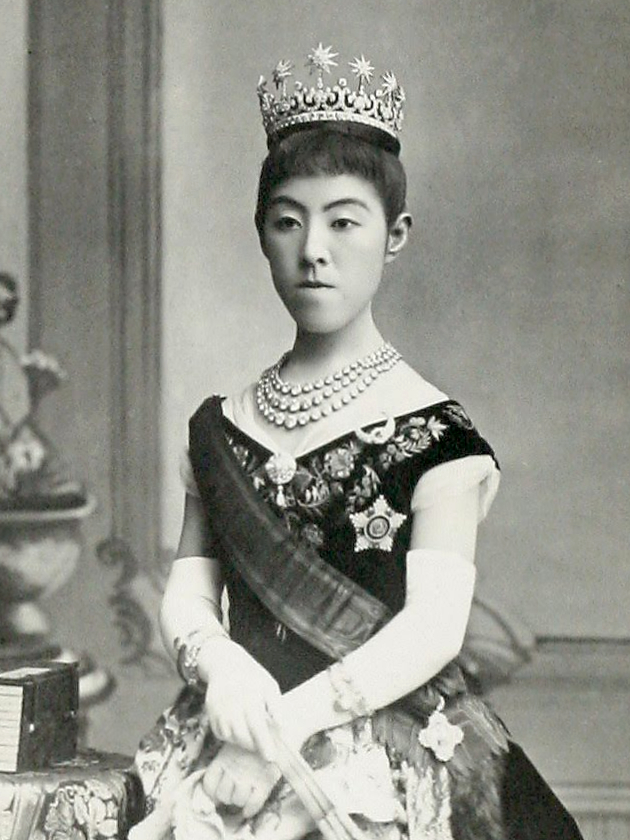
Împărăteasa Shōken

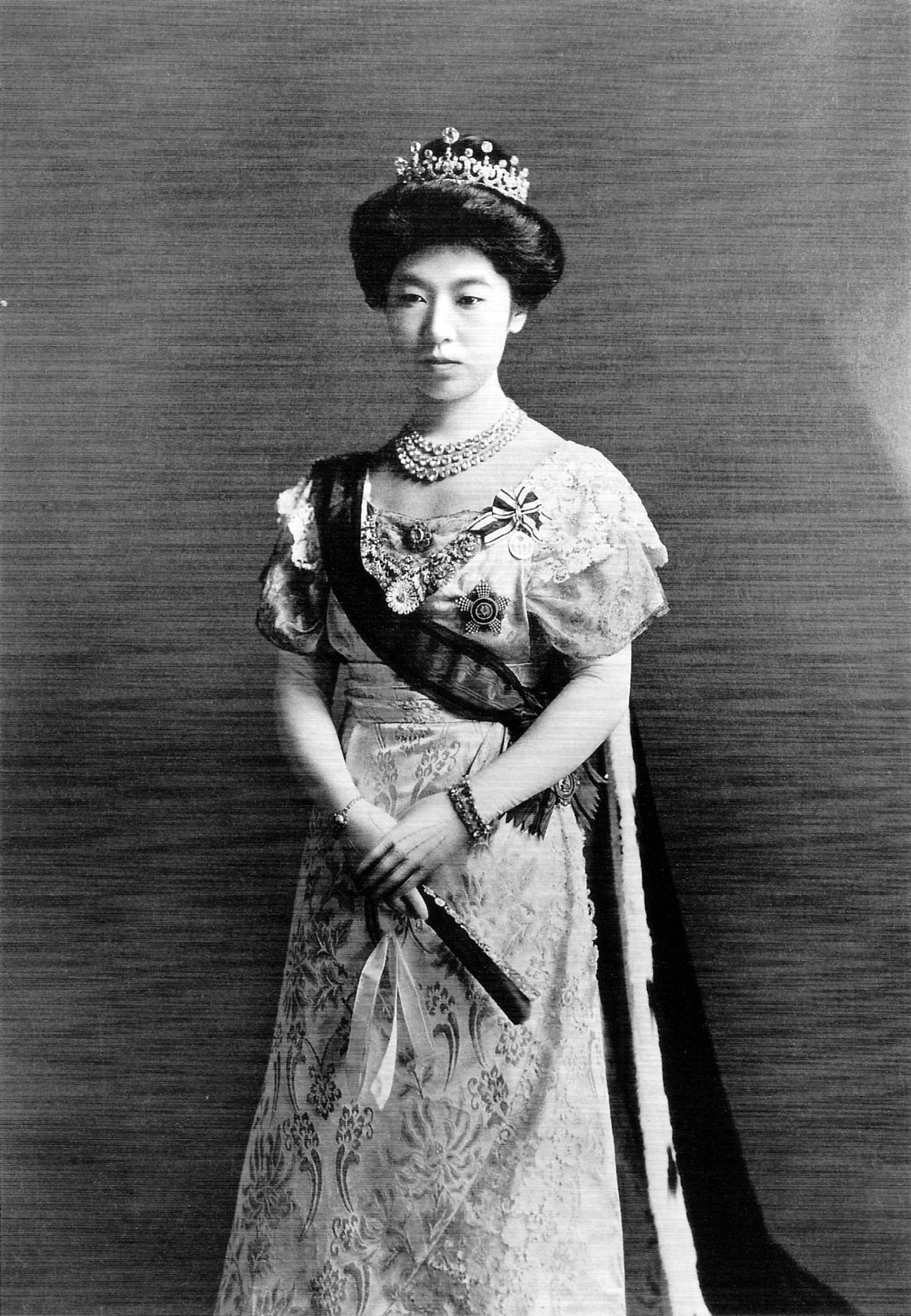
Împărăteasa Teimei

Kōgō (皇后) este titlul oferit unei împărătese care nu domnește. Titlul, încă în uz, este în general conferit soției împăratului care a dat naștere moștenitorului tronului.  Titlul a fost acordat pentru prima oară postum, în 806, mamei împăratului Heizei.
Chūgū (中宮) a fost un termen care a evoluat în perioada Heian și a ajuns să fie înțeles ca titlul împărătesei. Pentru un timp, chūgū a înlocuit kōgō, și apoi titlurile au devenit interschimbabile.
Numărul de kōgō a variat, dar a existat doar un Chūgū pentru fiecare împărat.
Titlul kōtaigō (皇太后) a fost dat soției unui fost împărat; și titlul tai-kōtaigō (太皇太后) a ajuns să fie folosit de o împărăteasa văduvă.
- Ōtomo no Koteko (大伴小手子?),[6] cunoscută și ca Otehime (小手姫?),[7] împărăteasă consort a Împăratului Sushun, 587–592
- Yamato Hime no Ōkimi (倭姫王), împărăteasă consorta lui Tenji, 661–671
- Tōchi (十市皇女) (648–678), împărăteasă consort a lui Kōbun, 671–672
- Kōmyō (光明皇后) (701–760), împărăteasă consort a lui Shōmu, 730–749
- Inoe (井上内親王) (717–775), împărăteasă consort a lui Kōnin, 770–772
- Fujiwara no Otomuro (藤原乙牟漏) (760–790), împărăteasă consort a lui Kammu 783–790
- Tarashiko (藤原帯子) (?–794), împărăteasă consort a lui Heizei (titlu postum în 806)[3]
- Tachibana no Kachiko (橘嘉智子) (786–850), împărăteasă a lui Saga 815–823
- Seishi (正子内親王) (810–879), împărăteasă a lui Junna 827–833
- Koshi (高志内親王) (789–809), împărăteasă a lui Junna (titlu postum în 823)
- Fujiwara no Onshi (藤原穏子) (885–954), împărăteasă a lui Daigo 923–930
- Fujiwara no Anshi (藤原安子) (927–964), împărăteasă a lui Murakami 958–964
- Masako  (昌子内親王) (950–999), împărăteasă a lui Reizei 967–973
- Fujiwara no Kōshi (藤原媓子) (947–979), împărăteasă a lui Enyū 973–979
- Fujiwara no Junshi (藤原遵子) (957–1017), împărăteasă (kōgō) a lui En'yū 982–1000
- Fujiwara no Teishi (藤原定子) (977–1001), împărăteasă (chūgū) a lui Ichijō 990–1000, împărăteasă (kōgō) a lui Ichijō 1000–1001
- Shōshi (藤原彰子) (988–1074), împărăteasă (chūgū) a lui Ichijō 1000–1012
- Fujiwara no Kenshi (藤原妍子) (994–1027), împărăteasă (Chūgū) a lui Sanjō 1012–1018
- Fujiwara no Seishi (藤原娍子) (972–1025), împărăteasă (Kōgō) a lui Sanjō 1012–1025
- Fujiwara no Ishi (藤原威子) (999–1036), împărăteasă (Chūgū) a lui Go-Ichijō (Ichijō al II-lea) 1018–1036
- Teishi (禎子内親王) (1013–1094), împărăteasă (Kōgō) a lui Go-Suzaku (Suzaku al II-lea) 1037–1051
- Genshi (藤原嫄子) (1016–1039), împărăteasă (Chūgū) a lui Go-Suzaku (Suzaku al II-lea) 1037–1039
- Shōshi (章子内親王) (1026–1105), împărăteasă (Chūgū) a lui Go-Reizei (Reizei al II-lea) 1046–1068
- Fujiwara no Hiroko (藤原寛子) (1036–1127), împărăteasă (Kōgō) a lui Go-Reizei (Reizei al II-lea) 1051–1068
- Kanshi (藤原歓子) (1021–1102), împărăteasă (Kōgō) a lui Go-Reizei (Reizei al II-lea) 1068–1074
- Kaoruko (馨子内親王) (1029–1093), împărăteasă (Chūgū) a lui Go-Sanjō (Sanjō al II-lea) 1069–1074, împărăteasă (Kōgō) a lui Go-Sanjō  (Sanjō al II-lea) 1074–1093[8]
- Kenshi (藤原賢子) (1057–1084), împărăteasă (Chūgū) a lui Shirakawa 1074–1084
- Teishi (媞子内親王) (1076–1096), împărăteasă (Chūgū) ca soacra (准母) lui Horikawa 1091–1093
- Tokushi (篤子内親王) (1060–1114), împărăteasă (Chūgū) a lui Horikawa 1093–1114
- Reishi (令子内親王) (1078–1144), împărăteasă (Kōgō) ca soacra (准母) lui Toba 1108–1134
- Tamako (藤原璋子) (1101–1145), împărăteasă (Chūgū) a lui Toba 1118–1124
- Fujiwara no Kiyoko (藤原聖子) (1121–1182), împărăteasă (Chūgū) a lui Sutoku 1130–1141
- Fujiwara no Yasuko (藤原泰子) (1095–1156), împărăteasă (Kōgō) a lui Toba 1134–1139
- Fujiwara no Nariko (藤原得子) (1117–1160), împărăteasă (Kōgō) a lui Toba 1142–1149
- Tashi (藤原多子) (1140–1202), împărăteasă (Kōgō) a lui Konoe 1150–1156
- Teishi (藤原呈子) (1131–1176), împărăteasă (Chūgū) a lui Konoe 1150–1158
- Kinshi (藤原忻子) (1134–1209), împărăteasă (Chūgū) a lui Go-Shirakawa (Shirakawa al II-lea) 1156–1159, împărăteasă  (Kōgō) a lui Go-Shirakawa (Shirakawa al II-lea) 1159–1172
- Muneko (統子内親王), împărăteasă nemăritată (Kōgō) 1158–1159
- Yoshiko (姝子内親王) (1141–1176), împărăteasă (Chūgū) a lui Nijō 1159–1162
- Ikushi (藤原育子), împărăteasă (Chūgū) a lui Nijō 1162–1172
- Noriko (平徳子) (1155–1214), împărăteasă (Chūgū) a lui Takakura 1172–1181
- Sukeko (亮子内親王) (1147–1216), împărăteasă (Kōgō) ca soacră (准母) a lui Antoku și a lui Go-Toba (Toba al II-lea) 1182–1187
- Tōko (藤原任子) (1173–1240), împărăteasă (Chūgū) a lui Go-Toba (Toba al II-lea) 1190–1200
- Noriko (範子内親王) (1177–1210), împărăteasă (Kōgō) ca soacra (准母) lui Tsuchimikado 1198–1206
- Reishi (藤原麗子) (1185–1243), împărăteasă (Chūgū) a lui Tsuchimikado 1205–1210
- Shōshi (昇子内親王) (1195–1211), împărăteasă (kōgō) ca soacra (准母) lui Juntoku, 1208–1209
- Ritsushi (藤原立子) (1192–1248), împărăteasă consort (chūgū) a lui Juntoku, 1211–1222
- Kuniko (邦子内親王) (1209–1283), împărăteasă (Kōgō) ca soacra (准母) lui Go-Horikawa (Horikawa al II-lea) 1221–1224
- Ariko (藤原有子) (1207–1286), împărăteasă consort (chūgū) a lui Go-Horikawa, 1223–1226; împărăteasă consort (kōgō) a lui Go-Horikawa (Horikawa al II-lea), 1226–1227
- Coshi (藤原長子) (1218–1275), împărăteasă consort (chūgū) a lui Go-Horikawa (Horikawa al II-lea), 1226–1229
- Shunshi (藤原竴子) (1209–1233), împărăteasă consort (chūgū) a lui Go-Horikawa (Horikawa al II-lea), 1230–1233
- Rishi (利子内親王) (1197–1251), împărăteasă (Kōgō) ca soacra (准母) lui Shijō 1233–1239
- Kitsushi] (藤原姞子) (1225–1292), împărăteasă (Chūgū) lui Go-Saga (Saga al II-lea) 1242–1248
- Teruko (曦子内親王) (1224–1262), împărăteasă nemăritată (Kōgō) 1248–1251
- Kōshi (藤原公子) (1232–1304), împărăteasă (Chūgū) a lui Go-Fukakusa (Fukakusa al II-lea) 1257–1259
- Saneko (藤原佶子) (1245–1272), împărăteasă (Chūgū) a lui Kameyama 1261, împărăteasă (Kōgō) a lui Kameyama 1261–1272
- Kishi (藤原嬉子) (1252–1318), împărăteasă (Chūgū) a lui Kameyama 1261–1268
- Reishi (姈子内親王) (1270–1307), împărăteasă nemăritată (Kōgō) 1285–1291
- Shōshi (1271–1342), împărăteasă (Chūgū) a lui Fushimi 1288–1298
- Kinshi (藤原忻子) (1283–1352), împărăteasă (Chūgū) a lui Go-Nijō (Nijō al II-lea) 1303–1310
- Shōshi (奬子内親王) (1286–1348), împărăteasă nemăritată (Kōgō) 1319
- Kishi (西園寺禧子) (1303–1333), împărăteasă (Chūgū) a lui Go-Daigo (Daigo al II-lea) 1319–1333
- Junshi (珣子内親王) (1311–1337), împărăteasă (Chūgū) a lui Go-Daigo (Daigo al II-lea) 1333–1337
- necunoscut, împărăteasă  (Chūgū) a lui Chōkei
- Minamoto no Masako (源和子) (1607–1678), împărăteasă (Chūgū) a lui Go-Mizunoo (Mizunoo al II-lea) 1624–1629
- Fujiwara no Fusako (藤原房子) (1653–1712), împărăteasă (Chūgū) a lui Reigen 1683–1687
- Yukiko (幸子女王) (1681–1720), împărăteasă (Chūgū) a lui Higashiyama 1708–1710
- Yoshiko (欣子内親王) (1779–1846), împărăteasă consort (Chūgū) a lui Kōkaku 1794–1820
- Fujiwara no Tsunako (藤原繋子) (1798–1823), împărăteasă (Kōgō) a lui Ninkō (titlu postum în 1824)
- Eishō (英照皇太后), împărăteasă consort a lui Kōmei
- Shōken (昭憲皇后), împărăteasă consort a lui Meiji
- Teimei (貞明皇后), împărăteasă consort a lui Taishō
- Kōjun (香淳皇后), împărăteasă consort a lui Shōwa
- Michiko (正田美智子), împărăteasă consort a lui Akihito